# Eleições autárquicas portuguesas de 2005 no distrito de Beja
| Eleições autárquicas portuguesas de 2005 Distritos: Aveiro \| Beja \| Braga \| Bragança \| Castelo Branco \| Coimbra \| Évora \| Faro \| Guarda \| Leiria \| Lisboa \| Portalegre \| Porto \| Santarém \| Setúbal \| Viana do Castelo \| Vila Real \| Viseu \| Açores \| Madeira |

## Resultados por Concelho
Os resultados nos Concelhos do Distrito de Beja foram os seguintes:

### Aljustrel
| Partido                 | Partido                        | Votos | %               | +/-  | Vereadores | +/-     |
| ----------------------- | ------------------------------ | ----- | --------------- | ---- | ---------- | ------- |
|                         | Coligação Democrática Unitária | 3 378 | 54,15 / 100,00  | 2,87 | 3 / 5      | Estável |
|                         | Partido Socialista             | 2 502 | 40,11 / 100,00  | 6,30 | 2 / 5      | Estável |
|                         | PSD-CDS-PPM                    | 176   | 2,82 / 100,00   | -    | 0 / 5      | -       |
| Votos Inválidos         | Votos Inválidos                | 182   | 2,92 / 100,00   | 1,17 |            |         |
| Total                   | Total                          | 6 238 | 100,00 / 100,00 |      | 5 / 5      |         |
| Eleitorado/Participação | Eleitorado/Participação        | 9 144 | 68,22 / 100,00  | 6,92 |            |         |

### Almodôvar
| Partido                 | Partido                        | Votos | %               | +/-  | Vereadores | +/-     |
| ----------------------- | ------------------------------ | ----- | --------------- | ---- | ---------- | ------- |
|                         | Partido Social Democrata       | 3 092 | 56,91 / 100,00  | 8,54 | 3 / 5      | Estável |
|                         | Partido Socialista             | 1 918 | 35,30 / 100,00  | 7,89 | 2 / 5      | Estável |
|                         | Coligação Democrática Unitária | 221   | 4,07 / 100,00   | 1,24 | 0 / 5      | Estável |
| Votos Inválidos         | Votos Inválidos                | 202   | 3,72 / 100,00   | 1,25 |            |         |
| Total                   | Total                          | 5 433 | 100,00 / 100,00 |      | 5 / 5      |         |
| Eleitorado/Participação | Eleitorado/Participação        | 7 606 | 71,43 / 100,00  | 2,36 |            |         |

### Alvito
| Partido                 | Partido                        | Votos | %               | +/-   | Vereadores | +/-  |
| ----------------------- | ------------------------------ | ----- | --------------- | ----- | ---------- | ---- |
|                         | Movimento Independente         | 549   | 33,76 / 100,00  | Novo  | 2 / 5      | Novo |
|                         | Partido Socialista             | 354   | 21,77 / 100,00  | 23,60 | 1 / 5      | 1    |
|                         | Coligação Democrática Unitária | 339   | 20,85 / 100,00  | 11,32 | 1 / 5      | 1    |
|                         | PSD-CDS-PPM                    | 330   | 20,30 / 100,00  | -     | 1 / 5      | -    |
| Votos Inválidos         | Votos Inválidos                | 54    | 3,32 / 100,00   | 0,55  |            |      |
| Total                   | Total                          | 1 626 | 100,00 / 100,00 |       | 5 / 5      |      |
| Eleitorado/Participação | Eleitorado/Participação        | 2 151 | 75,59 / 100,00  | 3,30  |            |      |

### Barrancos
| Partido                 | Partido                        | Votos | %               | +/-  | Vereadores | +/- |
| ----------------------- | ------------------------------ | ----- | --------------- | ---- | ---------- | --- |
|                         | Coligação Democrática Unitária | 702   | 52,43 / 100,00  | 6,36 | 3 / 5      | 1   |
|                         | Partido Socialista             | 582   | 43,47 / 100,00  | 3,49 | 2 / 5      | 1   |
|                         | CDS-PSD-PPM                    | 11    | 0,82 / 100,00   | -    | 0 / 5      | -   |
| Votos Inválidos         | Votos Inválidos                | 44    | 3,28 / 100,00   | 0,94 |            |     |
| Total                   | Total                          | 1 339 | 100,00 / 100,00 |      | 5 / 5      |     |
| Eleitorado/Participação | Eleitorado/Participação        | 1 626 | 82,35 / 100,00  | 0,68 |            |     |

### Beja
| Partido                 | Partido                        | Votos  | %               | +/-  | Vereadores | +/-     |
| ----------------------- | ------------------------------ | ------ | --------------- | ---- | ---------- | ------- |
|                         | Coligação Democrática Unitária | 7 402  | 41,79 / 100,00  | 0,77 | 3 / 7      | Estável |
|                         | Partido Socialista             | 5 971  | 33,71 / 100,00  | 4,32 | 3 / 7      | Estável |
|                         | Partido Social Democrata       | 3 056  | 17,25 / 100,00  | 4,93 | 1 / 7      | Estável |
|                         | Bloco de Esquerda              | 476    | 2,69 / 100,00   | 1,05 | 0 / 7      | Estável |
|                         | Partido Popular                | 182    | 1,03 / 100,00   | 0,82 | 0 / 7      | Estável |
| Votos Inválidos         | Votos Inválidos                | 625    | 3,53 / 100,00   | 0,06 |            |         |
| Total                   | Total                          | 17 712 | 100,00 / 100,00 |      | 7 / 7      |         |
| Eleitorado/Participação | Eleitorado/Participação        | 29 794 | 59,45 / 100,00  | 1,33 |            |         |

### Castro Verde
| Partido                 | Partido                        | Votos | %               | +/-  | Vereadores | +/-     |
| ----------------------- | ------------------------------ | ----- | --------------- | ---- | ---------- | ------- |
|                         | Coligação Democrática Unitária | 2 192 | 56,68 / 100,00  | 0,73 | 4 / 5      | 1       |
|                         | Partido Socialista             | 1 014 | 26,22 / 100,00  | 1,95 | 1 / 5      | 1       |
|                         | Bloco de Esquerda              | 287   | 7,42 / 100,00   | 3,63 | 0 / 5      | Estável |
|                         | Partido Social Democrata       | 235   | 6,08 / 100,00   | 2,63 | 0 / 5      | Estável |
| Votos Inválidos         | Votos Inválidos                | 139   | 3,60 / 100,00   | 0,22 |            |         |
| Total                   | Total                          | 3 867 | 100,00 / 100,00 |      | 5 / 5      |         |
| Eleitorado/Participação | Eleitorado/Participação        | 6 223 | 62,14 / 100,00  | 0,36 |            |         |

### Cuba
| Partido                 | Partido                        | Votos | %               | +/-  | Vereadores | +/-     |
| ----------------------- | ------------------------------ | ----- | --------------- | ---- | ---------- | ------- |
|                         | Partido Socialista             | 1 661 | 52,55 / 100,00  | 6,35 | 3 / 5      | Estável |
|                         | Coligação Democrática Unitária | 1 319 | 41,73 / 100,00  | 5,33 | 2 / 5      | Estável |
|                         | PSD-CDS-PPM                    | 50    | 1,58 / 100,00   | -    | 0 / 5      | -       |
| Votos Inválidos         | Votos Inválidos                | 131   | 4,14 / 100,00   | 1,26 |            |         |
| Total                   | Total                          | 3 161 | 100,00 / 100,00 |      | 5 / 5      |         |
| Eleitorado/Participação | Eleitorado/Participação        | 4 132 | 76,50 / 100,00  | 0,34 |            |         |

### Ferreira do Alentejo
| Partido                 | Partido                        | Votos | %               | +/-  | Vereadores | +/-     |
| ----------------------- | ------------------------------ | ----- | --------------- | ---- | ---------- | ------- |
|                         | Partido Socialista             | 2 596 | 50,72 / 100,00  | 1,41 | 3 / 5      | Estável |
|                         | Coligação Democrática Unitária | 1 899 | 37,10 / 100,00  | 7,41 | 2 / 5      | Estável |
|                         | PSD-CDS-PPM                    | 427   | 8,34 / 100,00   | -    | 0 / 5      | -       |
| Votos Inválidos         | Votos Inválidos                | 196   | 3,83 / 100,00   | 1,08 |            |         |
| Total                   | Total                          | 5 118 | 100,00 / 100,00 |      | 5 / 5      |         |
| Eleitorado/Participação | Eleitorado/Participação        | 8 025 | 63,78 / 100,00  | 5,04 |            |         |

### Mértola
| Partido                 | Partido                        | Votos | %               | +/-  | Vereadores | +/-     |
| ----------------------- | ------------------------------ | ----- | --------------- | ---- | ---------- | ------- |
|                         | Partido Socialista             | 2 872 | 48,54 / 100,00  | 1,19 | 3 / 5      | Estável |
|                         | Coligação Democrática Unitária | 2 638 | 44,58 / 100,00  | 1,83 | 2 / 5      | Estável |
|                         | PSD-CDS-PPM                    | 197   | 3,33 / 100,00   | -    | 0 / 5      | -       |
| Votos Inválidos         | Votos Inválidos                | 210   | 3,55 / 100,00   | 0,40 |            |         |
| Total                   | Total                          | 5 917 | 100,00 / 100,00 |      | 5 / 5      |         |
| Eleitorado/Participação | Eleitorado/Participação        | 7 915 | 74,76 / 100,00  | 1,13 |            |         |

### Moura
| Partido                 | Partido                        | Votos  | %               | +/-  | Vereadores | +/-     |
| ----------------------- | ------------------------------ | ------ | --------------- | ---- | ---------- | ------- |
|                         | Coligação Democrática Unitária | 3 613  | 46,54 / 100,00  | 5,44 | 4 / 7      | 1       |
|                         | Partido Socialista             | 3 079  | 39,66 / 100,00  | 1,40 | 3 / 7      | Estável |
|                         | Partido Social Democrata       | 691    | 8,90 / 100,00   | 1,94 | 0 / 7      | 1       |
|                         | Partido Popular                | 99     | 1,28 / 100,00   | 1,78 | 0 / 7      | Estável |
| Votos Inválidos         | Votos Inválidos                | 281    | 3,62 / 100,00   | 0,32 |            |         |
| Total                   | Total                          | 7 763  | 100,00 / 100,00 |      | 7 / 7      |         |
| Eleitorado/Participação | Eleitorado/Participação        | 14 156 | 54,84 / 100,00  | 5,05 |            |         |

### Odemira
| Partido                 | Partido                        | Votos  | %               | +/-  | Vereadores | +/-     |
| ----------------------- | ------------------------------ | ------ | --------------- | ---- | ---------- | ------- |
|                         | Partido Socialista             | 6 689  | 48,34 / 100,00  | 4,68 | 4 / 7      | Estável |
|                         | Coligação Democrática Unitária | 5 136  | 37,12 / 100,00  | 2,19 | 3 / 7      | Estável |
|                         | PSD-CDS-PPM                    | 1 184  | 8,56 / 100,00   | -    | 0 / 7      | -       |
| Votos Inválidos         | Votos Inválidos                | 829    | 5,99 / 100,00   | 1,50 |            |         |
| Total                   | Total                          | 13 838 | 100,00 / 100,00 |      | 7 / 7      |         |
| Eleitorado/Participação | Eleitorado/Participação        | 21 885 | 63,23 / 100,00  | 3,21 |            |         |

### Ourique
| Partido                 | Partido                        | Votos | %               | +/-  | Vereadores | +/-     |
| ----------------------- | ------------------------------ | ----- | --------------- | ---- | ---------- | ------- |
|                         | Partido Socialista             | 1 906 | 45,61 / 100,00  | 7,16 | 3 / 5      | 1       |
|                         | Partido Social Democrata       | 1 718 | 41,11 / 100,00  | 2,49 | 2 / 5      | 1       |
|                         | Coligação Democrática Unitária | 415   | 9,93 / 100,00   | 2,83 | 0 / 5      | Estável |
| Votos Inválidos         | Votos Inválidos                | 140   | 3,35 / 100,00   | 0,47 |            |         |
| Total                   | Total                          | 4 179 | 100,00 / 100,00 |      | 5 / 5      |         |
| Eleitorado/Participação | Eleitorado/Participação        | 5 425 | 77,03 / 100,00  | 0,36 |            |         |

### Serpa
| Partido                 | Partido                        | Votos  | %               | +/-  | Vereadores | +/-     |
| ----------------------- | ------------------------------ | ------ | --------------- | ---- | ---------- | ------- |
|                         | Coligação Democrática Unitária | 4 058  | 49,09 / 100,00  | 5,97 | 4 / 7      | 1       |
|                         | Partido Socialista             | 2 507  | 30,33 / 100,00  | 0,56 | 2 / 7      | Estável |
|                         | Partido Social Democrata       | 840    | 10,16 / 100,00  | 5,06 | 1 / 7      | 1       |
|                         | PCTP/MRPP                      | 485    | 5,87 / 100,00   | 4,76 | 0 / 7      | Estável |
| Votos Inválidos         | Votos Inválidos                | 376    | 4,55 / 100,00   | 0,09 |            |         |
| Total                   | Total                          | 8 266  | 100,00 / 100,00 |      | 7 / 7      |         |
| Eleitorado/Participação | Eleitorado/Participação        | 14 442 | 57,24 / 100,00  | 2,25 |            |         |

### Vidigueira
| Partido                 | Partido                        | Votos | %               | +/-  | Vereadores | +/-     |
| ----------------------- | ------------------------------ | ----- | --------------- | ---- | ---------- | ------- |
|                         | Coligação Democrática Unitária | 1 559 | 44,34 / 100,00  | 4,92 | 3 / 5      | 1       |
|                         | Partido Socialista             | 1 421 | 40,42 / 100,00  | 9,61 | 2 / 5      | 1       |
|                         | Partido Social Democrata       | 315   | 8,96 / 100,00   | 3,86 | 0 / 5      | Estável |
|                         | Partido Popular                | 47    | 1,34 / 100,00   | 0,02 | 0 / 5      | Estável |
|                         | Bloco de Esquerda              | 45    | 1,28 / 100,00   | -    | 0 / 5      | -       |
| Votos Inválidos         | Votos Inválidos                | 129   | 3,67 / 100,00   | 0,42 |            |         |
| Total                   | Total                          | 3 516 | 100,00 / 100,00 |      | 5 / 5      |         |
| Eleitorado/Participação | Eleitorado/Participação        | 5 330 | 65,97 / 100,00  | 1,86 |            |         |